# Dithny Joan Raton
Dithny Joan Raton (sinh ngày 10 tháng 9 năm 1974)  là một chính trị gia Haiti, kể từ năm 2015, bà đã trở thành Bộ trưởng Văn hóa của đất nước tại Nội các Haiti.

## Cuộc sống cá nhân
Raton học tại Alcescentdes Pommayrac ở Jacmel. Tham vọng của cô đã từng là một vũ công chuyên nghiệp.

## Sự nghiệp
Raton đã làm việc như một quản trị viên. Năm 2015, Raton trở thành Bộ trưởng Văn hóa của Haiti. Với tư cách là Bộ trưởng, Raton đã cố gắng tăng cường sử dụng tiếng Haiti Creole và dành riêng tháng 10 cho ngôn ngữ này. Vào tháng 8 năm 2015, Bộ trưởng Bộ Văn hóa của Raton và Barbados, Stephen Lashley đã gặp nhau để tạo ra một thỏa thuận văn hóa.